# Pierra Makena
Pierra Makena es una disc jockey, actriz y personalidad televisiva de Kenia. Ganó el premio a la mejor actriz de reparto por su papel en When Love Comes Around en los premios anuales de Nollywood y African Film Critics Awards en Los Ángeles.

## Biografía
Makena nació el 11 de abril de 1981 en Meru, Kenia. Tuvo su educación secundaria en Chogoria Girls High School. Posteriormente asistió al Instituto de Comunicación de Masas de Kenia, donde estudió producción de radio.

## Carrera
Aunque comenzó su carrera como actriz durante secundaria, se unió a la industria del cine y televisión de su país en 2010. Mientras estaba en la escuela, actuó y ganó en varios festivales. Algunas de las películas que protagonizó incluyen Kisulisuli, Tausi, Tahidi High y Changes.
Ha trabajado como reportera y productora en KBC, la emisora nacional de Kenia. También trabajó como presentadora de noticias en Radio Waumini y YFM, actual Hot 96.
Su carrera como dj comenzó en 2010 cuando dejó Scanad Kenya Limited para trabajar en la estación de radio One Fm. Es una de las dj más buscadas y mejor pagadas de Kenia. Ha tocado en eventos internacionales en Burundi, Ghana, Nigeria y Estados Unidos.

## Filmografía
- Kisulisuli
- Tausi
- Cuando el amor llega
- Cambios
- Tahidi High
- Disconnet (película de 2018)

## Premios
- 2014 - Nominada a los Ghana Movie Awards en la categoría de colaboración africana como mejor actriz por su papel en la película When Love Comes Around.[5]
- 2015 -Mejor Actriz de Reparto en Nollywood y los Premios de la Crítica de Cine Africano en Los Ángeles por su papel en la película ganesa 'When Love Comes Around'.[6]

## Vida personal
Ella es madre de un hijo.